# Brycon orthotaenia
Brycon orthotaenia, com nome popular Matrinxã-do-são-francisco ou somente Matrinxã é um peixe endêmico da região do rios da bacia do Alto São Francisco, em Minas Gerais, no Brasil.
É onívoro (ou seja, fazem parte de sua dieta tanto frutos como insetos e outros peixes), de hábitos migratórios na reprodução, podendo atingir 70 cm de comprimento e até 7 kg.